# Андигена зеленодзьоба
Андигена зеленодзьоба (Andigena cucullata) — вид дятлоподібних птахів родини туканових (Ramphastidae).

## Поширення
Вид поширений у вологих високогірних лісах в Андах від південно-східного Перу до центральної Болівії. Трапляється на висоті від 2500 до 3300 метрів над рівнем моря.

## Опис
Птах середнього розміру, завдовжки від 41 до 44 см. Шкіра навколо очей і потилиця мають кобальтово-синій колір; груди, горло і голова блакитні з сіруватим відтінком, чорнуваті у тімені; спина бура, крила зелені з чорнуватими кінчиками. Хвіст чорний з коричневими кінчиками та жовтою основою у верхній частині. Круп і підхвістя червоні. Ноги зеленувато-білуваті. Дзьоб лимонно-жовтий з чорною плямою біля основи щелепи і невеликою чорною плямою з кожного боку нижньої щелепи, стає зеленуватим до кінчика.

## Спосіб життя
Харчується плодами і насінням. Також споживає комах, інших безхребетних і деяких дрібних хребетних. Гніздиться в порожнині дерева.